# Till drömmarnas land
Till drömmarnas land är en svensk långfilm i regi av Victor Lindgren med premiär den 22 mars 2019.
En 15 minuter lång kortfilmsversion av filmen visades sommaren 2017 på SVT med titeln "Den blomstertid nu kommer".